# 920 هـ
920 هـ هي سنة في التقويم الهجري امتدت مقابلةً في التقويم الميلادي بين سنتي 1514 و1515.

## أحداث
- بناء مملكة البرتغال لأول كنيسة مسيحية بمدينة آسفي.

## مواليد
- أبو زيد الأخضري
- عبد الرحمن الأخضري
- عبد القادر الفاكهي
- نويدي